# シャディア・マンスール
シャディア・マンスール（アラビア語: شادية منصو、英語: Shadia Mansour、1985年 - ）は、イギリスのラッパー。アラビア語と英語でパフォーマンスを行う。パレスチナ系イギリス人で、「アラビック・ヒップホップのファーストレディ」とも呼ばれる。

## 来歴

### 生い立ち
マンスールは1985年にイギリスのロンドンに生まれた。マンスールの両親はハイファとナザレ出身のキリスト教徒のパレスチナ人だった。マンスールは5歳か6歳の時に歌唱を始めた。彼女は子どもの頃から両親に親パレスチナのデモ行進に連れられており、自身は「両親と共に抗議歌を歌っていただろう」と述べている。彼女はマンスールはレバノンのファイルーズやエジプトのムハンマド・アブドゥルワッハーブといった20世紀のアラブの歌手に影響を受け、10代の頃にヒップホップに興味を抱き、母語の英語ではなくアラビア語でラップを始めた。マンスールは学校で舞台芸術を学んでおり、様々な舞台やミュージカルに出演した。彼女の両親は学校卒業後には彼女がキリスト教青年会で資格を取って音楽の個人教師になることを望んでいたが、彼女はそれを拒んだ。

### キャリア
マンスールは2003年に「Madinet Beirut」というラップソングのコーラスとして招待されてアムステルダムを訪れた。彼女がスタジオを訪れた際、MCのうちの一人が現れずレコーディングが出来ない状況となり、彼女は自分が代わりに歌うと進言し、彼女がそのMCのパートを務めることとなった。彼女はプロデューサーとともにロンドンに戻り、歌詞を書くと共にレコーディングを行った。ここから彼女は「アラビック・ヒップホップのファーストレディ」と呼ばれるようになった。2008年には初めてヨルダン川西岸地区においてパレスチナのラップグループであるDa Arabian Mc'sなどと共同でライブを行った。
2011年には2012年ロンドンオリンピックに先駆けてイギリス政府がイギリス出身の人物に焦点を当てて作成されたショートフィルムに出演した。

## 音楽性
マンスールの楽曲は政治的とされる。彼女はイスラエルによるパレスチナへの攻撃についての歌を歌い、彼女のミュージックビデオには数十年にわたる中東での紛争の画像などが挿入されている。キャリアの初期には男性がほとんどを占めるヒップホップ・シーンになじませるためわざと声を低くして歌っていたが、友人や周囲のアーティストから無理をしないよう言われ、やがて本来の声で歌うようになった。
マンスールは音楽の面でレバノンのファイルーズやマルセル・ハリーファ、エジプトのムハンマド・アブドゥルワッハーブやウンム・クルスーム、アブドゥル・ハリム・ハーフェズに影響を受けた。また彼女の政治観はパレスチナの詩人であるマフムード・ダルウィーシュ、アメリカ合衆国の政治学者であるノーマン・フィンケルスタインや哲学者であるノーム・チョムスキー、エドワード・サイード、オーストラリアのジャーナリストであるジョン・ピルガー、イギリスのジャーナリストであるロバート・フィスクに影響を受けた。

## 家族・親族
マンスールの従兄弟には映画監督のジュリアノ・メール・ハミスがいる。マンスールとメール・ハミスはマンスールが2008年にヨルダン川西岸地区で行ったライブで初めて会った。その後、メール・ハミスは2011年に暗殺された。